# Warmbad-Feste
Die Warmbad-Feste, auch Feste Warmbad, war eine Festung der Schutztruppe in Warmbad in Deutsch-Südwestafrika, dem heutigen Namibia. Die Feste wurde zum Schutz vor den Bondelswart ab 1907 errichtet. Der fast vollständige Abriss folgte 1954. Lediglich die Festungstore in Warmbad sind erhalten. Sie sind seit 1974 als ein nationales Erbe anerkannt.